# Paprotnik Brauna

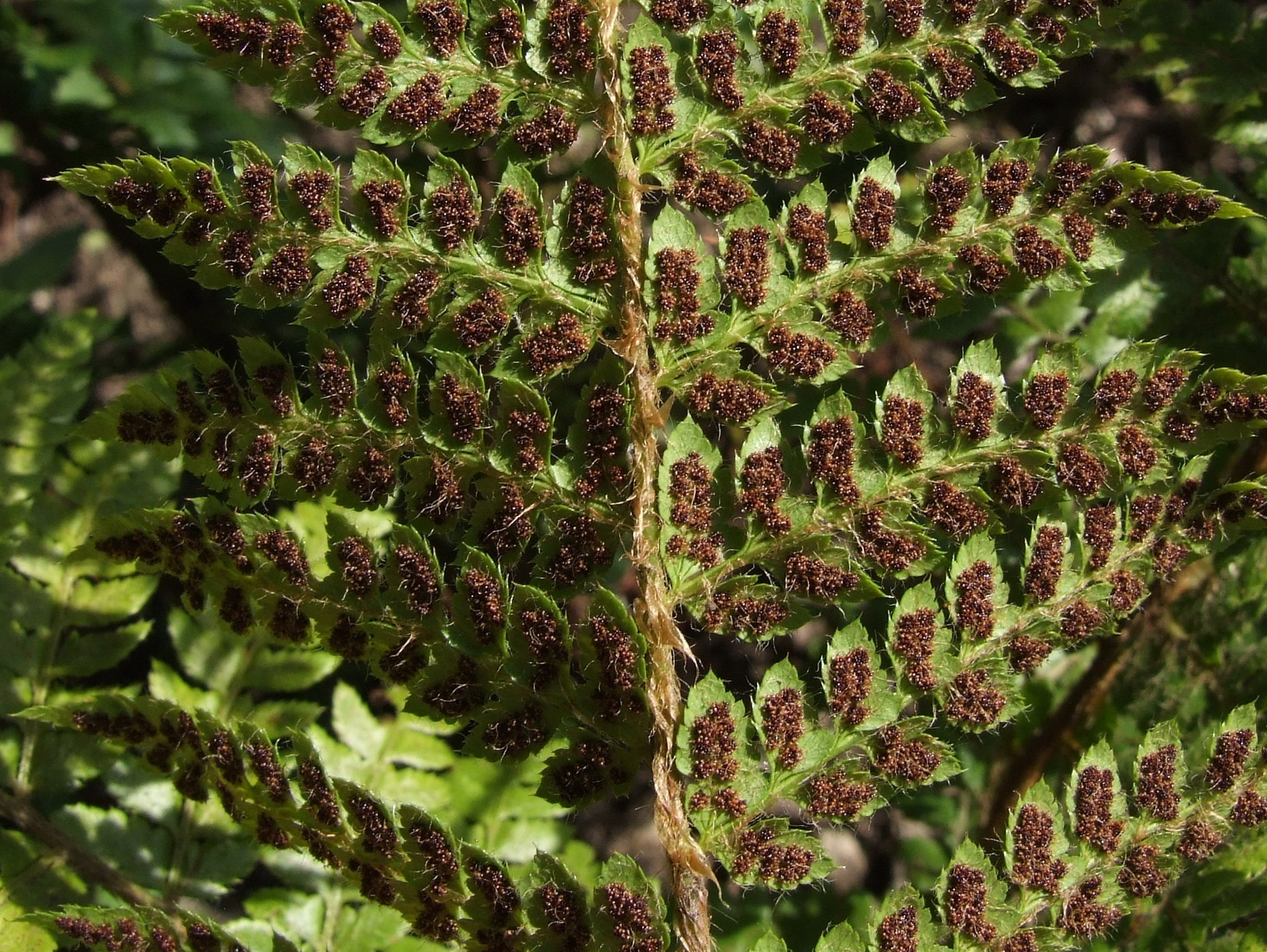
Liście z zarodniami

 Paprotnik Brauna (Polystichum braunii L.) – kosmopolityczny gatunek rośliny z rodziny nerecznicowatych. Jest szeroko rozprzestrzeniony, występuje w Azji, Europie i Ameryce Północnej. W Polsce gatunek rzadki, występuje głównie w górach. Występuje rzadko w Sudetach (Góry Izerskie, Góry Bialskie), w całym paśmie Karpat, w Górach Świętokrzyskich, na Roztoczu i Wyżynie Krakowsko-Częstochowskiej.

## Morfologia
PokrójRoślina o wysokości do 1 m. Brak nadziemnej łodygi, pod ziemią posiada kłącze pokryte brunatnymi łuskami.
LiścieZebrane są w rozetę. Są podwójnie-pierzaste, o długości ok. 80 cm i szerokości do 20 cm. Ciemnozielone, usychają późną jesienią. Blaszka liściowa lancetowata, wiotka, od spodu jaśniejsza, zwęża się u nasady i na szczycie. Odcinki drugiego rzędu są jajowate, mają klinowatą nasadę, ząbkowano-karbowane brzegi i są miękko-ościste. Dolne odcinki są niewyraźnie krótkoogonkowe. Młode listki są pokryte z obu stron jasnymi łuseczkami, które potem odpadają. Ogonek jest co najmniej trzykrotnie krótszy od blaszki, półtora centymetrowy, pokryty gęstymi, brunatnymi łuskami, u dojrzałych liści nabiera barwy słomy.
ZarodnieZebrane w kuliste kupki na spodniej stronie listków. Stoją w dwóch w górnych rozwidleniach nerwów. Zawijka okrywa kupki od góry, jest okrągła i przymocowana środkiem, brzegi ma wolne i zwykle dość szybko odpada.

## Biologia i ekologia
Bylina, hemikryptofit. Zarodniki dojrzewają od lipca do września. Rośnie w cienistych lasach, szczególnie w buczynach i jaworzynach na kamienistych zboczach. Gatunek charakterystyczny dla związku (All.) Fagion i Ass. Dentario glandulosae-Fagetum. Liczba chromosomów 2n=164.

## Zagrożenia i ochrona
Roślina objęta w Polsce ścisłą ochroną gatunkową od 2004 roku.